# 아가사 히로시
아가사 히로시(일본어: 阿笠 博士, あがさ ひろし) 또는 대한민국 현지화명 브라운 박사는 아오야마 고쇼의 만화 《명탐정 코난》의 등장인물이다.

## 인물

### 공학박사
공학박사이며, 발명가로 일하고 있다. 쿠도 신이치와 이웃이며, 신이치와 란을 어려서부터 본 사람이기 때문에 이들에 대해서 잘 알고 있다. 그래서 약을 먹고 에도가와 코난으로 어려진 신이치가 제일 먼저 찾아와서 정체를 실토했다. 처음에는 그런 약이 있으면 자신도 달라고 이야기하는등 아이의 말을 전혀 믿지 않았지만 나중에서야 그가 신이치라는걸 알아봤다. 이후 그냥 기절만 시킨게 아니라 약까지 먹인것으로 봐선 절대로 단순한 범죄자들이 아니니 약을 먹고 작아졌다는 사실을 주위에 소문내지 말라는 충고를 했다.
그리고 탐정과 같이 살다보면 신이치의 몸을 작게 만든 검은 조직에 대한 정보를 수집할 수 있을 것'이라는 생각에 모리 코고로 탐정집에서 살도록 했다. 또한, 몸이 어려진 채 자신의 집앞에 쓰려져 있던 하이바라 아이과 함께 사는 보호자의 역할을 하고 소년 탐정단을 인솔하는 역할을 맡으며, 조개잡이, 수수께끼 풀기,회전초밥집에서 초밥먹기, 아가사 박사가 만든 게임으로 어울려 놀기 등의 다양한 놀이활동으로 어린이인 소년탐정단 단원들이 추억을 쌓을 수 있게 한다. 어린이들의 놀이활동은 다른 사람들과 함께 살아가는 법을 배우는 매우 중요한 교육임을 생각한다면, 아가사 박사는 어린이들에게 좋은 교육을 하고 있다.

### 소년탐정단
아직 결혼을 하지 않은 상태로 하이바라 아이와 같이 살고 있다. 아가사의 비만체형과 건강을 걱정한 아이에 의해서 엄격한 식단으로 영양 관리를 받고 있는데 가끔 아이 몰래 숨어서 고기 등을 먹다가 들켜서 “또 살찌는 음식이군요!(またメタボってるのね。)”라는 소리를 듣는다. 또한 캠핑을 갈 경우 소년 탐정단에게 썰렁 퀴즈를 출제해 나중에 답을 알게 된 탐정단이 어이없어 한다. 또 코난이나 아이가 주위로부터 의심받는 것을 피하기 위해 테이탄 초등학교에 편입시켰으며 421~422편에서 추억의 소녀를 만났으나 탐정단을 손자손녀로 오해받기도 한다.

### 추리
가끔 코난이 추리를 할 때 탐정 역할을 하며 코난의 정체를 알고 있기 때문에 마취총을 사용하지 않고 입모양으로 대사를 맞추는 방식으로 추리를 하여, 메구레 경부등이 경의를 표하고 있다. 그러나 코고로 등과 달라 잠을 안 자기 때문에 코난의 추리를 듣고서 “과연!”이라고 무심코 맞장구를 쳐서 의심을 받기도 하나 능청스럽게 위기를 넘기며 사건을 해결한다. 참고로 175화에서 자신이 쿠도 신이치의 탐정 스승인 것처럼 과장해서 말하는 것을 코난이 잠자코 듣고 있었다. (당시 아이는 부재중이었다.)

### 용모 및 교우 관계
나이는 52세이나 머리가 벗겨지고 남아 있는 머리카락도 모두 백발이지만 10년전에는 머리숱이 많았으며 전부 검은 머리였다. (421-422화, 472-473화 참조)
극장판 천국으로의 카운트다운에서는 10년 후의 모습을 예상하는 기계를 썼는데, 지금과 다를 것이 없는 모습이었다.
최근에는 이웃에 살다가 방화 사건으로 인해 갑자기 신이치 집으로 거처를 옮긴 공대생과 친분이 있다. 다만 공대생에 관해 자세한 정보를 가지고 있지 않은 듯 한 모습이다.

### 첫사랑
한편 아가사 박사에게는 초등학교 6학년일 때 만났던 첫 사랑이 있다.(참고로 아가사 역시 테이탄 초등학교 동문이다.) 첫사랑이 남긴 엽서에는 10년마다 기다리겠다는 말과 함께 자신이 기다리는 곳을 암시하는 암호가 있었는데, 탐정단의 도움으로 암호를 풀고 40년만에 호사에와 재회했다. 처음 만났을 당시, 아가사는 머리카락 색이 노랗다는 이유로 놀림을 받던 호사에에게 '노란 은행잎처럼 멋진걸!'이라는 말을 했다. 덕분에 호사에는 노란 은행잎이 그려진 지갑을 만들어 여성 소비자들의 마음을 사고 있다. 자신의 노란 머리를 부끄러운 것이 아니라 은행잎처럼 멋진 것이라고 좋게 생각한 것이다.

### 발명품들
기술도 좋고 생각도 기발하여 발명가로 명성을 높이고 있다. 실례로 온천을 선전하는 귀여운 인형을 개발하였는데, 온천에서 마음에 들어해서 많이 사 갔다. 언젠가 자신의 발명품으로 돈을 많이 버는 것이 꿈이다.
극장판 1기 때만 해도 오합지졸 발명품들을 많이 만들었다. 하지만 시간이 지나감에 따라 코난에게 유용한 발명품을 무상으로 제공할 수 있는 실력을 갖출 수 있게 되었다. 그런 덕분에 사건 해결에 상당한 도움이 있었다.
코난이 신체적인 문제를 극복하고 탐정으로서 여러 흉악범들과 대등하게 맞설 수 있던 까닭은 나비넥타이 모양의 목소리 변조기, 탐정 배지, 근육강화 운동화 등의 아가사 박사가 만든 발명품들 덕분이며, 이 점은 하이바라 아이도 인정하고 있다. 현재는 기술력이 워낙에 좋아져서 스마트폰을 쓰면 몇몇 발명품을 대체 할 수 있다는게 현실
손목시계형 마취 총
스위치를 누르면 마취 바늘이 튀어 나와, 사람을 재운다. 유리 뚜껑과 같은 부분이 타겟을 조정하는 부분이다. 바늘은 1 개 밖에 넣을 수 없다. 주로 코고로 등을 재워 추리를 할 때나, 범인 체포를 할 때 사용한다. 마취는, 목 등에 닿으면 즉각적으로 효과가 나타나지만, 옷 등을 통하면 효과가 나타나기까지 다소 시간이 걸린다. 열쇠 지갑 등 무생물에 명중하면 바늘은 그대로이지만, 생물에 명중하면 거의 순간적으로 소멸된다. 손전등 수준의 밝기를 가진 손전등이 내장되어 있으며, 마취 총이없는 것은 소년 탐정단 단원도 가지고 있다. 또한, 하이바라는 예비 마취 총을 가지고 있다. 누구든지 재울 수 있지만, 진의 경우 잠들지 않고 스스로 마취 바늘을 꺼냈다. 기본적으로 누구든지 잠재워버리나, 검은 조직 진은 스스로 총으로 자신을 쏴 의식을 되찾았다. 바늘은 1 개 밖에 넣을 수 없어 코난이 초조해 한 장면도 있다. 최근에는 위성통화와 USB 메모리를 탑재해 극장판17기때 큰 활약을 보였다.
범인 추적 안경
코난이 평소에 쓰고 있는 안경. 도수는 들어가 있지 않고, 소위 위장을 위해 착용하는 안경이다 (코난이 안경을 벗었을 때의 모습은 신이치의 어린 시절 모습과 똑같기 때문) 왼쪽의 스위치를 켜면 안경의 왼쪽에 있는 안테나가 뻗어나와 왼쪽 렌즈에 20킬로미터 이내의 발신기의 위치를 나타내준다. 충전을 위해 배터리 제한 시간이 짧은 것이 단점이고, 중요한 때 배터리 부족을 일으킬 때도 많다. 또한 오른쪽 렌즈에는 적외선 망원경 기능 ('천국으로의 카운트 다운 '에서 등장하고 나중에 원작에도 등장)도 있으며, 투명한 유리에 영상을 투영하는 시스템은 HUD와 같다.
또한 도청기가 달려 있으며 극장판 8기 이후로는 강력한 기능도 추가되어 활용되었다. 다만 조직이 나오는 편에서는 대부분 등장하지만 조직이 눈치채는 경우가 많다. 제 24권에서 하이바라가 진과 피스코 추적할 때 현장에 버리고 탈출했기 때문에 코난이 지금 쓰는 것은 두 번째 것으로 보인다. 똑같은 예비품은 하이바라가 소지하고있다.
범인 추적 안경 발신기
발신기는 봉인되어 있으므로 어디에나 쉽게 장착된다. 평소에는 재킷의 단추에 붙여놓고, 10장 정도를 들고다닌다. 반경 20km까지 탐지가 가능하다.
스티커 형식 발신기 / 버튼형 발신기
범인 추적 안경과 동시에 박사가 발명한 소형 발신기. 뒷면이 봉인되어있다. 초기에는 코난 재킷의 단추에 한장씩 붙이는 것이었지만, 그 후 10장씩 붙일 수 있게 되었다. 또한 도청 기능이 포함 타입도 등장하고있다.
나비 넥타이 형 음성 변조기
넥타이의 뒷면에 붙어있는 다이얼을 돌려 변환하여 자유자재로 목소리를 낼 수있다. 볼륨을 조정할 수 있다. 또한이 도구의 소리를 잡을 집음 장치도 존재한다(유사쿠가 사용). 외모가 흰 타입도 있다. 코고로를 재운 후 이 도구를 사용하여 "잠자는 코고로"으로 추리를 선보이는 경우가 많다. 또한 란에게 전화를 걸 때 쿠도 신이치의 목소리를 내는 용도로 사용된다. 한번 들은 목소리는 자동으로 기억 되는듯 하다. 일단 코난이 들은적이 있는 목소리는 모두 변조가 가능하다. 그예로 코난이 마취 바늘을 코고로에게 쏘려고 했으나 다른 사람이 맞았다 그사람은 한번도 말을 한적이 없었는데 코난이 그사람의 목소리로 사건을 해결하려고 보니 그사람의 목소리를 몰라 변조를 못하는 장면이 있었다. 자매품으로론 마스크형 음성 변조기가 있다.
버튼형 스피커
나비 넥타이 형 음성변조기의 목소리를 날릴 수있다. 뒷면은 봉인되어있다. 추리를 말하게하는 사람의 목덜미 등에 붙여 넣어 코난이 본인의 곁에 있지 않아도 추리를 말할 수 있다. 주로 코난이 재운 인물로부터 떨어진 장소에서 트릭을 입증하는 경우, 혹은 재운 사람의 주위에 숨을 장소가 없을 때 사용한다. 붙인 후 코고로의 경우 추리를 마친 뒤 란과 메구레 경부앞에서 깨어나기 때문에, 스피커를 어떻게 회수하는지 알 수 없다.
킥 능력 강화 신발
코난이 항상 신고있는 빨간 운동화. 측면의 스위치를 켜면 전기와 자력에 의하여 발의 지압점을 자극해 발의 힘이 순간적으로 최대치가된다. 그러나 신발 자체는 강화되고 있지 않기 때문에, 금고 등 무거운 물건을 발로 차는 경우 반동으로 다리에 고통이 온다. 전류를 사용하는 경우에는 신발의 측면 등에서 방전 장치가 되어 있는 묘사가 있다. 첫 등장 시 강도가 '중'임에도 불구하고 축구 골대를 뚫고 나무를 두 동강낼만큼 엄청난 파괴력을 갖고 있었다.
귀걸이 형 휴대 전화
귀걸이 형식의 소형 휴대 전화. 나비 넥타이 형식 변성기 소리를 낼 수있다. 만화책 제 29 권 "수수께끼 여객"버스 납치 사건에서 범인에 빼앗겨 버렸지만, 그 후 제 31권에서 제 33권에서는 매 권 등장하는 등 편향적인 모습을 보인다. 현재는 초등학생 조차 휴대전화를 들고 다니는 시대라 그런지 사용되지 않게 되었다.
고탄력 멜빵
스위치를 켜면 자유롭게 신축하는 멜빵. 버튼 1 개로 무거운 문을 열 수 있는 만큼 강력하다. '칠흑의 추적자'에서는 100m의 확장이 가능하게 되었다.
탐정 배지 (DB 배지)
탐정단이 소유하고있는 배지. 셜록 홈즈 실루엣과 "DB(DETECTIVE BOYS)" 문자가 적혀있다. 초소형 무전기가 있으며, 탐정단 간의 교신에 사용한다. 통신 범위는 반경 20km. 또한 발신기가 내장되어있어 범인 추적 안경에서 위치를 알아낼 수 있다.
손목시계형 라이트
방수형 제품이며 뚜껑을 돌리는 것으로 발광 손전등과 같이 사용할 수 있다. 소년 탐정단의 일원이 소지하고 있지만 코난의 것은 손목 시계형 마취 총과 같은 일품이다.
도시락 형식 휴대 FAX
간단하게 시판되는 도시락에 팩스를 장착한 것이다. 쌀 부분 위의 짱아찌가 시작 스위치로 되어있다. 코난 왈 "상용 FAX를 도시락에 붙인 대용품"이라 하였다. 10시간마다 충전하지 않으면 사용할 수 없는 것이 단점으로, 현재 1번만 등장하고 지금은 등장하지 않는다.
터보 엔진이 내장된 스케이트 보드
태양 전지를 사용해 달리는 스케이트 보드. 주로 애니메이션 오리지널 에피소드와 극장판 특별편에서 범인 추적 등의 용도로 사용된다. 원작에 등장한 것은 이제까지 두 번이지만, 1번째 사건의 마지막으로 부서져서 지금은 두 번째 스케이트 보드를 사용한다. 극장판에서도 망가져 버리는 경우가 많다. 세기말의 마술사에서는 태양 전지가 내장되어 낮에 충전 해두면 야간에도 30분 정도는 달릴 수 있도록 개선되었다. 뚱뚱한 겐타, 코난, 미츠히코 총 3명(총 78kg)을 태우고도 고장나지 않는다. 또한 탐정들의 진혼가에서 배기량(출력)이 크게 상승하고 승용차 수준의 속도로 달릴 수 있게 되었다. 그리고 침묵의 15분에서는 스케이트보드를 스노우보드로 개조하기도하고 루팡 VS 명탐정 코난에서는 수륙양용으로 사용한다
마스크형 음성 변조기
모양은 일반 흰색 마스크처럼 생겼으나, 그 속에 음성 변조가기 달려 있는 발명품이다. 이 발명품은 단행본 85권에서 오키야 스바루가 아카이 슈이치임을 들키지 않으려고 쿠도 신이치의 아버지인 쿠도 유사쿠가 오키야 스바루로 변장해서 아카이 슈이치를 숨겨주려고 할 때 쿠도 유사쿠가 사용하였던 발명품이다.

## 보충
- 연구소 겸 자택은 부지도 넓고, 지하 2층까지 갖추어져 있다.
- 식당 “콜롬보(コロンボ)”에서 스파게티를 즐겨 먹는데, 이 점은 코난이 된 신이치가 자신을 증명하는데 도움이 되었다.
- 가끔은 일본어를 이용한 썰렁 퀴즈를 내기도 한다.
- 이름은 추리소설 작가인 아가사 크리스티에서 파생되었다.
- '진'과 '워커'라는 술을 섞으면 '아가사'라는 술이 나온다는 이유로 누리꾼들 사이에서 검은 조직의 보스가 아니냐는 루머가 떠돌았으나, 사실일 경우 코난을 도와주고 하이바라를 받아 준 것과 모순점이 생기게 된다. 또한 2011년 코난의 작가인 아오야마 고쇼의 인터뷰에서 아가사 박사는 검은 조직의 보스가 아니다라고 밝힌 바 있다.

## 성우진 및 드라마 배역
일본어판은 오가타 겐이치(緒方賢一)가 더빙을 하고 있으며 어렸을 때의 목소리는 타나카 카즈나리(田中一成)가 맡았다. 한국어 더빙판은 황원이 처음부터 더빙을 맡고 있다가, 12기 한정으로 유해무가 더빙을 맡았다. 영어 더빙판은 빌 플린(Bill Flynn)이 더빙을 하였다.
드라마 스페셜에서는 다야마 료세이(田山涼成)가 배역을 맡았다.

## 각 언어판별 이름
한국어 더빙판에서는 브라운 박사라는 이름으로 나오며, 해외판에서는 히로시 아가사(Hiroshi Agasa), 혹은 헤르셀 아가사(Hershel Agasa)라는 이름으로 나온다.